# Mont Pankenūshi
Le mont Pankenūshi (パンケヌーシ岳, Pankenūshi-dake) ou mont Memuro pic occidental (芽室岳西峰, Memuro-dake Sei-hō) est une montagne culminant à 1 746 m d'altitude dans les monts Hidaka de l'île de Hokkaidō au Japon. Cette montagne constitue le sommet occidental du mont Memuro.